# Dark Side of the Moon Turné
Dark Side of the Moon Turnéen var en koncertturné af det britiske rock band Pink Floyd i 1972 og 1973 for at præsentere deres album The Dark Side of the Moon. Turnéen blev opdelt i to dele for at promovere The Dark Side of the Moon, en i 1972 før albummets udgivelse og en anden i 1973 efter udgivelsen.
| Musik | Spire Denne musikartikel er en spire som bør udbygges. Du er velkommen til at hjælpe Wikipedia ved at udvide den. |